# Matnahalli, Kolar
Matnahalli là một làng thuộc tehsil Kolar, huyện Kolar, bang Karnataka, Ấn Độ.